# قاسم‌آباد (بیضا)
قاسم‌آباد، روستایی در دهستان بیضا بخش مرکزی شهرستان بیضا در استان فارس ایران است.

## جمعیت
بر پایه سرشماری عمومی نفوس و مسکن در سال ۱۳۹۵، جمعیت این روستا برابر با ۳۵۶ نفر (۱۰۸ خانوار) بوده است.